# Virus (film, 1980)
 (octobre 2016).
Si vous disposez d'ouvrages ou d'articles de référence ou si vous connaissez des sites web de qualité traitant du thème abordé ici, merci de compléter l'article en donnant les références utiles à sa vérifiabilité et en les liant à la section « Notes et références ».
Pour les articles homonymes, voir Virus (homonymie).
Pour plus de détails, voir Fiche technique et Distribution.
Virus (復活の日, Fukkatsu no hi - littéralement Le jour de la résurrection) est un film post-apocalyptique sorti en 1980, réalisé par Kinji Fukasaku et dont la distribution internationale comprend Masao Kusakari, George Kennedy, Robert Vaughn, Chuck Connors, Olivia Hussey, Edward James Olmos, Ken Ogata, Sonny Chiba et Glenn Ford. Avec un budget de 16 millions de dollars américains (
50 millions actuels)., il fut au moment de sa sortie le film japonais le plus cher jamais réalisé. Il est désormais dans le domaine public aux États-Unis mais pas dans d'autres pays. 
Le film débute en 1982, où un virus mortel extermine la quasi-totalité de l'humanité. Seuls les habitants des bases internationales situées en Antarctique sont épargnés par la contamination. Tandis que les survivants s’y organisent, ils apprennent qu’un séisme menace de déclencher les tirs nucléaires automatisés.

## Synopsis
En décembre 1983 (donc 3 ans dans le futur, le film ayant été réalisé en 1980), un sous-marin nucléaire britannique, le HMS Nereid, entre dans la baie de Tokyo, qui est devenue une ville fantôme. Le capitaine Mc Cloud (Chuck Connors) envoie un drone de reconnaissance à la recherche d'éventuels survivants mais ne constate que la présence de cadavres en décomposition. À bord du Nereid se trouvent le sismologue japonais Yoshizumi (Masao Kusakari) et le Dr. Latour  (Cec Linder). Ce dernier insiste pour récupérer un échantillon d'air, contenant quelque chose appelé MM.8.08 (MM88 dans la version originale). 
Après le générique, le récit repart un an plus tôt, en février 1982 (donc toujours 2 ans dans le futur de l'époque de la réalisation du film), à Leipzig, alors en Allemagne de l'Est. Le Dr. Krause, un scientifique allemand, est en négociation avec un groupe d'américains pour leur remettre un échantillon de virus mortel confiné dans de la glace, le MM.8.08, et créé accidentellement par un généticien américain. Ce virus a la propriété d'amplifier la toxicité de tout virus ou toute bactérie entrant à son contact. Le scientifique veut que l'échantillon soit transmis à son homologue suisse, le docteur Leisenauer, afin qu'un vaccin puisse être mis au point.
Le Dr. Krause met en garde les Américains sur le fait que le virus constitue la plus terrible des armes bactériologiques, un monstre qui, s'il était libéré à l'air libre, mènerait de façon certaine à une extinction totale de toutes les espèces animales. Malheureusement, les Américains sont en fait des agents secrets dont le but est de récupérer l'échantillon qui a été volé un an plus tôt dans un laboratoire américain. Sortis sains et saufs d'une intervention de soldats est-allemands (dans laquelle le Dr. Krause est tué), ils emportent à bord d'un avion le virus. Mais pris dans une tempête, l'avion s'écrase, la capsule étanche contenant le virus se brise et le MM.8.08 est libéré.
La disparition de l'échantillon inquiète le Dr. Meyer (Stuart Gillard) qui veut informer le président du danger que le MM.8.08 représente. Le virus, inhibé au-dessous de -10 °C, a en effet la capacité de se multiplier de façon exponentielle lorsqu'il est mis en température ambiante, et sa nature très contagieuse et agressive le rendrait incontrôlable en quelques jours. Mais pour l'empêcher de divulguer que cette arme bactériologique demandée par le gouvernement a été volée et est toujours portée manquante, Meyer est interné.  
Quelques semaines plus tard, le monde entier est frappé d'une pandémie effroyable baptisée du nom de « grippe italienne ». Tous les gouvernements des cinq continents ne peuvent que constater les ravages de la maladie, qui tue les hommes par millions. 
Le sénateur Barkley (Robert Vaughn) et le Dr. Meyer décident d'informer le président américain Richardson (Glenn Ford) que la grippe italienne est en fait le MM.8.08, dont la conception et surtout le vol d'échantillon lui avait été dissimulé. Mais il est bien trop tard pour mettre au point un vaccin et enrayer la propagation du virus. Peu de temps avant de mourir, le président contacte la station américaine Palmer en Antarctique, qui ne semble pas avoir été atteinte par le virus, celui-ci étant inhibé par le froid. Cette station est donc le seul espoir de l'espèce humaine et le président Richardson recommande de ne laisser personne de l'extérieur pénétrer leur sanctuaire et de préparer au mieux un nouveau départ. Ils seront les garants de l'espèce humaine et de son héritage. Avant de mourir à son tour, le général Garland (Henry Silva), lors d'un accès de paranoïa, active contre l'avis du président Richardson le système de défense ARS (Automated Reaction System), qui a pour but de déclencher automatiquement l'arsenal nucléaire américain en cas d'attaque. 
En moins de sept mois, la totalité de la population est morte, à l'exception de 863 scientifiques de nationalités diverses et leur personnel qui ont survécu dans leurs bases en Antarctique, dont la station américaine Palmer. L'hiver polaire a finalement épargné ces 855 hommes et seulement 8 femmes stationnés sur le continent polaire sud. Le Nereid, qui était en mer avant l'arrivée de l'épidémie, rejoint les survivants de la base après avoir coulé un sous-marin de la marine soviétique dont l'équipage infecté voulait faire escale près de la station Palmer, ce qui aurait condamné les derniers survivants de l'humanité. 
Ces survivants, parmi lesquels l'amiral Conway (George Kennedy), le Dr. Borodinov (Chris Wiggins), le Dr. Nakanishi (Isao Natsuyagi), le capitaine Lopez (Edward James Olmos), et le Dr. Latour forment un gouvernement pour gérer les problèmes de la survie de l'espèce humaine, à commencer par le fait qu'il reste seulement huit femmes. Le récit achève sa boucle lorsque le Nereid, sous la bannière du Conseil Fédéral de l'Antarctique, entre dans la baie de Tokyo en décembre 1983. 
Au moment où le groupe de survivants commence à repeupler leur nouvelle Arche de Noë, Yoshizumi découvre que les forages pétroliers en Atlantique vont provoquer un tremblement de terre qui va secouer la côte est des États-Unis. Ce séisme a priori inoffensif pour une base polaire située à des milliers de kilomètres du continent américain est en fait catastrophique. En effet, selon les scientifiques, le tremblement de terre serait suffisamment violent pour que l'ARS activé par le général Garland l'interprète comme une explosion nucléaire et lance ses missiles sur le territoire soviétique. Les Soviétiques ayant eux-mêmes leur propre version de l'ARS, les missiles russes seraient lancés à leur tour sur des cibles américaines. Or les Russes, qui avaient acquis la conviction que les Américains possédaient une base au Pôle Sud, ont fait de la station Palmer une de leurs cibles. Yoshizumi et le Major Carter (Bo Svenson) embarquent à bord du Nereid pour une mission de la dernière chance : retourner à Washington pour désactiver l'ARS avant que le tremblement de terre ne se produise. Avant leur départ, le Dr. Latour leur fournit un vaccin expérimental qu'il a mis au point sans pouvoir le tester et qu'ils devront s'inoculer avant de débarquer sur le sol contaminé. 
Le sous-marin arrive à Washington D.C., et Yoshizumi et Carter entament leur course contre la montre vers le bunker situé sous la Maison-Blanche. Ils atteignent la salle de commande de l'ARS trop tard, le major Carter périt sous un effondrement et les missiles américains décollent en direction de l'Union soviétique. S'ensuit la riposte russe, qui efface de la carte toutes les grandes villes américaines mais aussi tous les survivants de la base polaire, exceptés quelques hommes et femmes qui avaient quitté par précaution la base à bord d'un brise-glace en même temps que le Nereid.
Après un longue marche à travers la cordillère des Andes pour rejoindre l'Antarctique, Yoshizumi, qui a survécu seul, protégé par le vaccin du Dr. Latour, atteint la Terre de Feu en 1988. Il y rencontre les derniers survivants du brise-glace, dont Marit (Olivia Hussey), une veuve norvégienne dont il était tombé amoureux, après que sa compagne enceinte de lui ait succombé à Tokyo des ravages de l'épidémie.

## Fiche technique
- Réalisation : Kinji Fukasaku
- Scénario : Kôji Takada, Kinji Fukasaku et Gregory Knapp
- D'après le roman de Sakyo Komatsu
- Producteur : Haruki Kadokawa
- Distribution : Tōhō
- Photo : Daisaku Kimura
- Musique : Kentaro Haneda, Janis Ian, Teo Macero
- Montage : Akira Suzuki
- Budget : 16 millions de dollars
- Sortie :
  -  Japon : 28 juin 1980

## Distribution
- Masao Kusakari (VF : Michel Bedetti) : Yoshizumi
- Sonny Chiba : Dr. Yamauchi
- Glenn Ford (VF : Roland Ménard) : President Richardson
- George Kennedy (VF : Raoul Delfosse) : Admiral Conway
- Robert Vaughn (VF : Gabriel Cattand) : Senator Barkley
- Chuck Connors (VF : Michel Barbey) : Capitaine Mc Cloud
- Bo Svenson (VF : Alain Dorval) : Major Carter
- Olivia Hussey (VF : Béatrice Delfe) : Marit
- Henry Silva (VF : Jacques Thébault) : General Garland
- Isao Natsuyagi (VF : Maurice Sarfati) : Commander Nakanishi
- Stephanie Faulkner : Sarah Baker
- Stuart Gillard (VF : Francis Lax) : Dr. Meyer
- Cec Linder (VF : Jean-Paul Moulinot) : Dr. Latour
- George Touliatos (VF : Henry Djanik) : Colonel Rankin
- Chris Wiggins (VF : William Sabatier) : Dr. Borodinov
- Edward James Olmos (VF : Michel Paulin) : Captain Lopez
- Colin Fox (VF : Philippe Mareuil) : Agent Z
- Alberta Watson : Litha
- Janvier Muszynski (VF : Sady Rebbot) : l'enseigne Smirnov
- Dan Kippy (VF : Michel Gudin) : le secrétaire d'état
- David Hovan (VF : Serge Lhorca) : Major Giron
- Jon Granik (VF : Georges Riquier) : Dr. Turowicz
- Larry Reynolds (VF : Jean-Jacques Steen) : Morrison, le secrétaire à la défense
- Josh Evans (VF : Georges Atlas) : Capitaine Nevsky

## Autour du film
- Haruki Kadokawa, le producteur du film, est l'héritier de Gen'yoshi Kadokawa, fondateur de Kadokawa Shoten, une célèbre maison d'édition japonaise. Après la mort de son père en 1975, il décida de créer une branche de sa compagnie destinée à produire des films à portée internationale. En 1978, la production de Fukkatsu No Hi démarra. Kadokawa souhaitait que ce film soit un évènement et pour y parvenir, outre d'énormes moyens financiers pour l'époque, il fit appel à des stars américaines comme Glenn Ford, George Kennedy ou Robert Vaughn, et se lança dans une promotion internationale, avec le titre Virus pour sa sortie à l'étranger. Afin de placer le film au rang de réalisation internationale, ce seront finalement 16 millions de dollars qui seront investis, le record de l'époque pour un film japonais.

- La marine chilienne a autorisé l'équipe du film à utiliser le sous-marin CNS Simpson (ex-USS Spot (en)) pour faire le tournage à bord des deux sous-marins fictifs du film. Dans les crédits du générique de fin de la version anglaise, il apparaît que le sous-marin canadien NCSM Okanagan fut aussi utilisé. Le lieutenant-commandant David Griffiths, officier du Okanagan, y tient d'ailleurs le rôle de premier officier du Nereid.

- Virus a bénéficié également d'une promotion involontaire lorsqu'un navire suédois, le Lindblad Explorer, qui transportait une des unités de production vers l'Antarctique pour le tournage, heurta un récif et faillit couler. L'équipage fut sauvé par la marine chilienne.

- Le film a été tourné sur place en Antarctique et en Alaska, à Halifax, Tokyo, Toronto, et sur le Machu Picchu.

## Différences avec la nouvelle deSakyo Komatsu
- Dans la nouvelle, qui se situe à la fin des années 1960, le MM-88 est d'origine extra-terrestre avant d'être récupéré et utilisé comme arme bactériologique.
- Le laboratoire d'armes bactériologiques est situé en Allemagne de l'Est dans le film, et non à Porton Down.
- Noriko est infirmière, alors que dans la nouvelle elle est journaliste.
- Le Conseil Fédéral de l'Antarctique du film compte 863 personnes, contre 10 000 dans la nouvelle.
- Dans la nouvelle, le Nereid ne coule pas le sous-marin soviétique T-232. Ce dernier est envoyé en U.R.S.S. pour désactiver la version russe de l'A.R.S.
- Le virus se répand d'abord au Tibet dans la nouvelle, et non en Italie. Il est donc surnommé « grippe tibétaine » et non « grippe italienne ».

## Version longue et version courte
Pour les chaines de télévision à péage, une version coupée de 108 minutes (contre 156 pour la version initiale) a été réalisée.
Le montage est significativement différent et la version est considérée comme nettement inférieure à l'originale : le film commence par le trekking de Yoshizumi dans les Andes, plaçant tout le reste du film au rang de flashback, escamote une grande partie de l'histoire d'amour entre Yoshizumi et Marit ainsi que la plupart des scènes japonaises où apparaît Noriko (Takigawa Yumi), la première fiancée de Yoshizumi. Sans elles, il est impossible de comprendre l'implication et les motivations de Yoshizumi, qui apparaissent clairement dans la version longue : Yoshizumi a quitté sa compagne enceinte de lui pour s'engager dans la Navy et embarquer sur le Nereid. Noriko meurt de la grippe italienne, et Yoshizumi réalise que faire carrière n'est plus rien comparé à l'amour qui unit deux êtres. Il tente d'expier sa culpabilité en se portant volontaire pour la mission suicide à Washington. Mais celle-ci ayant échoué, il entame un très long voyage vers l'Antarctique, afin d'y retrouver son nouvel amour.

## Accueil
Virus fut un échec malgré son budget colossal. Bien qu'il ait été projeté lors de séances spéciales aux États-Unis, il ne fut pas réellement distribué en salles et directement vendu aux chaines de télévision à péage dans sa version coupée.

### Notations
- Sens critique : 6,4 (sur 10)
- IMDB : 6,2 (sur 10)
- Allociné : 3,8 (sur 5)

## DVD
En 2002, Kadokawa Shoten édite une édition spéciale limitée en DVD (Région 2 uniquement), qui contient le film dans sa version originale de 156 minutes, la version courte de 108 minutes, et des bonus. Le DVD ne possédant aucun sous-titre anglais, une nouvelle version du film original ressort en 2006 au sein d'une compilation intitulée Sonny Chiba Action Pack.